# Sara Plummer Lemmon
Pour les articles homonymes, voir Plummer et Lemmon.
Sara Allen Plummer (3 septembre 1836 - 15 janvier 1923) est une botaniste américaine et l'épouse du botaniste californien John Gill Lemmon. Le mont Lemmon, en Arizona, porte son nom car elle est la première femme blanche à le gravir. Elle est à l'origine de la désignation du pavot de Californie (Eschscholzia californica) comme fleur officielle de cet état, en 1903 . Un certain nombre de plantes sont également nommées en son honneur, notamment le nouveau genre Plummera (aujourd'hui reclassé comme sous-genre dans Hymenoxys  ), décrit par le botaniste de l'Université Harvard Asa Gray en 1882. 

## Les premières années
Sara Allen Plummer naît à New Gloucester, Maine le 3 septembre 1836 . Elle étudie à l'Oread Institute de Worcester (Massachussetts), un établissement d'enseignement destiné aux jeunes filles . Elle s'installe ensuite à New York où elle enseigne l'art pendant quelques années , tout en poursuivant ses études à Cooper Union, un établissement d'enseignement supérieur orienté vers les sciences, les techniques et les arts . Elle est également infirmière pendant une partie de la Guerre de Sécession.  

## Le départ pour la Californie
Tombée malade en 1868, elle part pour la Californie l'année suivante après avoir entendu une amie lui dire à quel point ce voyage l'avait aidée alors qu'elle était elle-même souffrante ,. Les journaux de l'époque la décrivent comme l'une des premières intellectuelles à s'installer à Santa Barbara . En 1871, elle crée une bibliothèque de prêt qui devient un centre culturel important à Santa Barbara. Ce projet est mené avec l'aide d'un ami, le leader unitarien Henry Bellows, qui l'aide à acquérir les premiers livres. Les lecteurs ont le choix entre une adhésion facturée 5 $ ou le paiement de 10 cents pour l'emprunt de livres. À l'époque, Sara exploite une bijouterie sur State Street et vend également des objets d'art et des articles en relation avec la musique. Elle organise des rencontres, notamment des lectures publiques et des expositions.  
En se promenant aux alentours de Santa Barbara, Sara Plummer en vient à s'intéresser à la botanique et oriente sa peinture vers l'illustration botanique . En 1876, elle fait la connaissance de John Gill (JG) Lemmon (1831-1908) à l'occasion d'une conférence qu'il donne à Santa Barbara . Lemmon, vétéran de la guerre de Sécession et ancien prisonnier d'Andersonville, est, comme elle, un botaniste autodidacte. Le couple commence à correspondre par courrier. Lemmon lui enseigne la botanique. Elle lui envoie un arbuste trouvé près de Santa Barbara, et après qu'un ami de Lemmon l'ait examiné, ce dernier le nomme Baccharis plummerae en l'honneur de Sara . Ils se marient en 1880 et elle prend le nom de son époux . Elle vend sa bibliothèque aux Odd Fellows et le couple commence à voyager, inventoriant ses découvertes botaniques.  
À l'initiative de Sara, le couple passe sa lune de miel dans les montagnes de Santa Catalina près de Tucson, en Arizona ,. Avec l'aide d'E.O. Stratton, ils escaladent le plus haut sommet, qu'ils nomment mont Lemmon en l'honneur de Sara. C'est l'une des rares montagnes portant le nom d'une femme ,. Au cours de leur voyage, les Lemmon endurent des épreuves mais découvrent et inventorient un certain nombre d'espèces propres à la montagne.   
De retour de leur voyage, ils poursuivent leurs recherches botaniques . Ils travaillent ensemble à la constitution d'un herbier (Lemmon Herbarium), à leur domicile du 5985 Telegraph Avenue . Ils feront par la suite don de cet herbier à l'U.C. Berkeley, où il sera intégré à un ensemble d'herbiers nommé University and Jepson Herbaria . Sara Lemmon continue de produire des illustrations botaniques, y compris comme artiste officiel pour le Service des forêts de l'état de Californie (California State Board of Forestry) de 1888 à 1892 . Ses travaux lui valent une réputation nationale . En 1882, elle découvre un nouveau genre de plantes appelé Plummera floribunda. En 1893, elle donne des conférences sur la conservation des forêts à l'Exposition universelle de 1893 de Chicago . Pendant les années 1890, elle préconise l'adoption du pavot de Californie comme fleur officielle de l'état de Californie, rédigeant même le projet de loi en ce sens. Il est adopté en 1903.   

## Décès
John Lemmon meurt en 1908, Sara en 1923, en Californie. Le couple est enterré au cimetière Mountain View à Oakland (parcelle 46). Un pavot est gravé sur leur pierre tombale,.